# Bissona
La bissona è un'imbarcazione veneziana a remi.

## Descrizione
Si tratta di un'imbarcazione di tipo speciale dalla linea snella, veloce e a fondo piatto, utilizzata esclusivamente a uso di parata e di cortei acquei. È caratterizzata da ricche decorazioni di carattere tematico e viene spinta tipicamente da otto vogatori.
Il nome deriva dal dialettale bissa che sta a indicare la biscia d'acqua, animale molto veloce nel nuoto, mentre la tipologia dell'imbarcazione deriva probabilmente da antichi battelli da guerra, caratterizzati da agilità e maneggevolezza.
Le bissone vengono utilizzate a scopo celebrativo in occasioni speciali, come nel caso del corteo acqueo che apre la Regata Storica o in rievocazioni di manifestazioni tradizionali quali lo Sposalizio del Mare.
Le bissone tradizionali a otto remi attualmente in uso sono undici, il cui nome richiama anche la decorazione specifica: Veneziana, Bizantina, Cinese, Floreale, Pescantina, Geografia, Nettuno, Rezzonico, Querini e Cavalli a cui si va ad aggiungere la più recente Praghese (altrimenti detta San Giovanni Nepomuceno), realizzata nel 2019.
Costruite per lo più tra il 1960 e il 1964 sono beni vincolati dalla Soprintendenza regionale del Veneto. Il disegno dello scafo è comune a tutte e frutto dei disegni di Giovanni Giupponi..

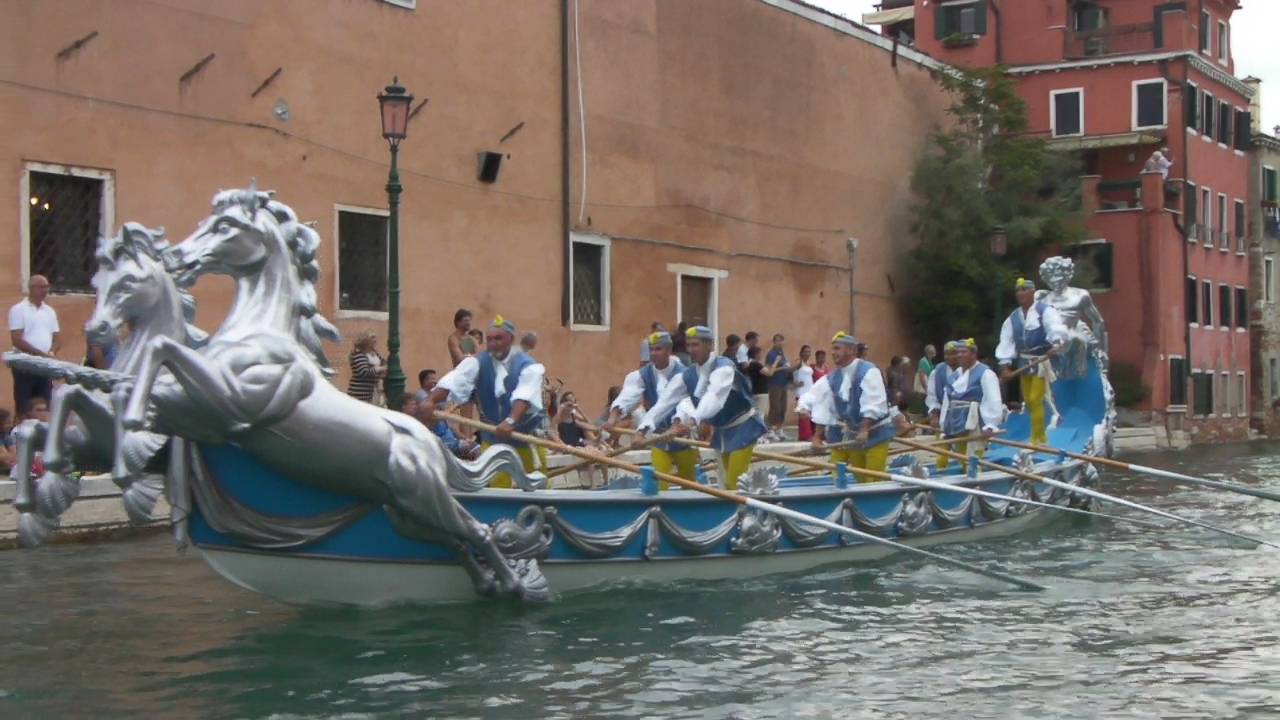
Cavalli
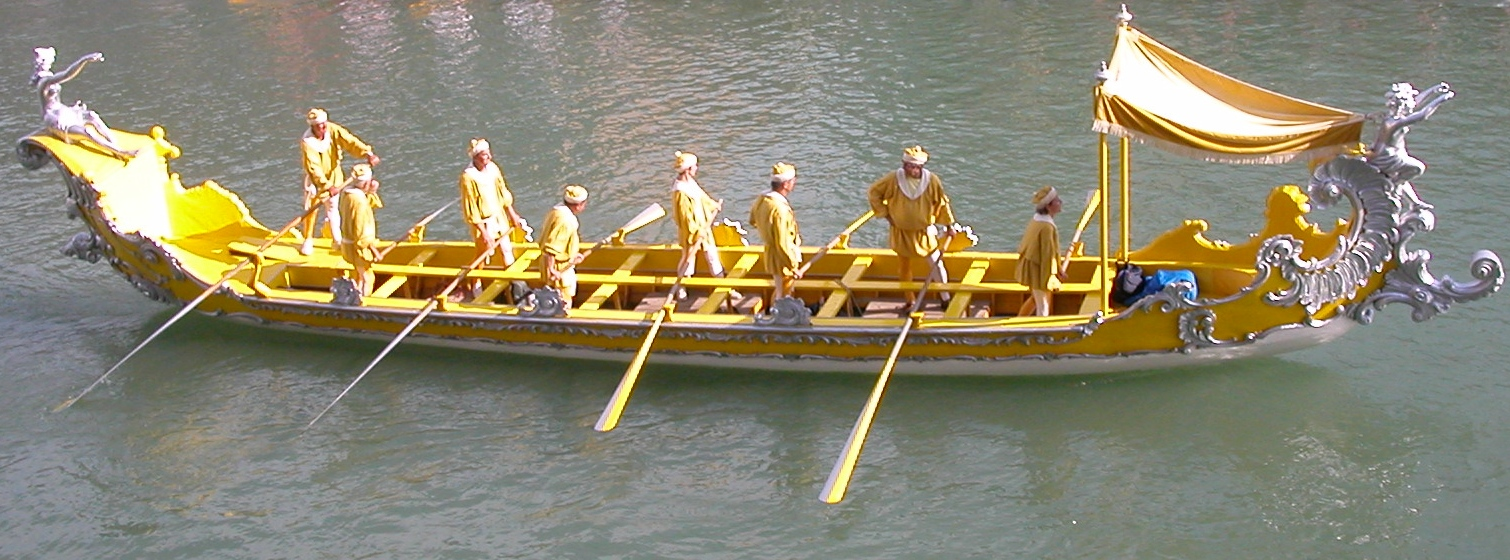
Floreale
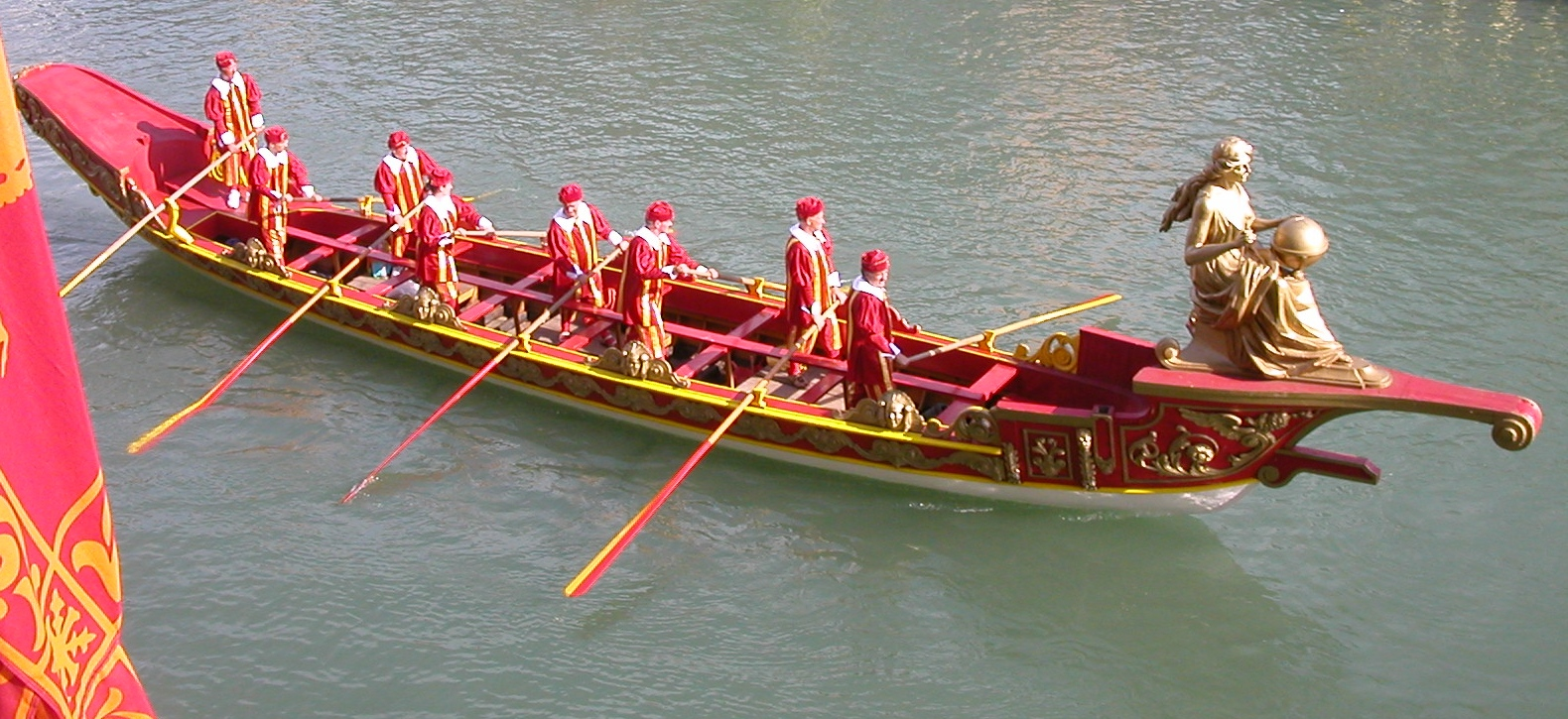
Geografia
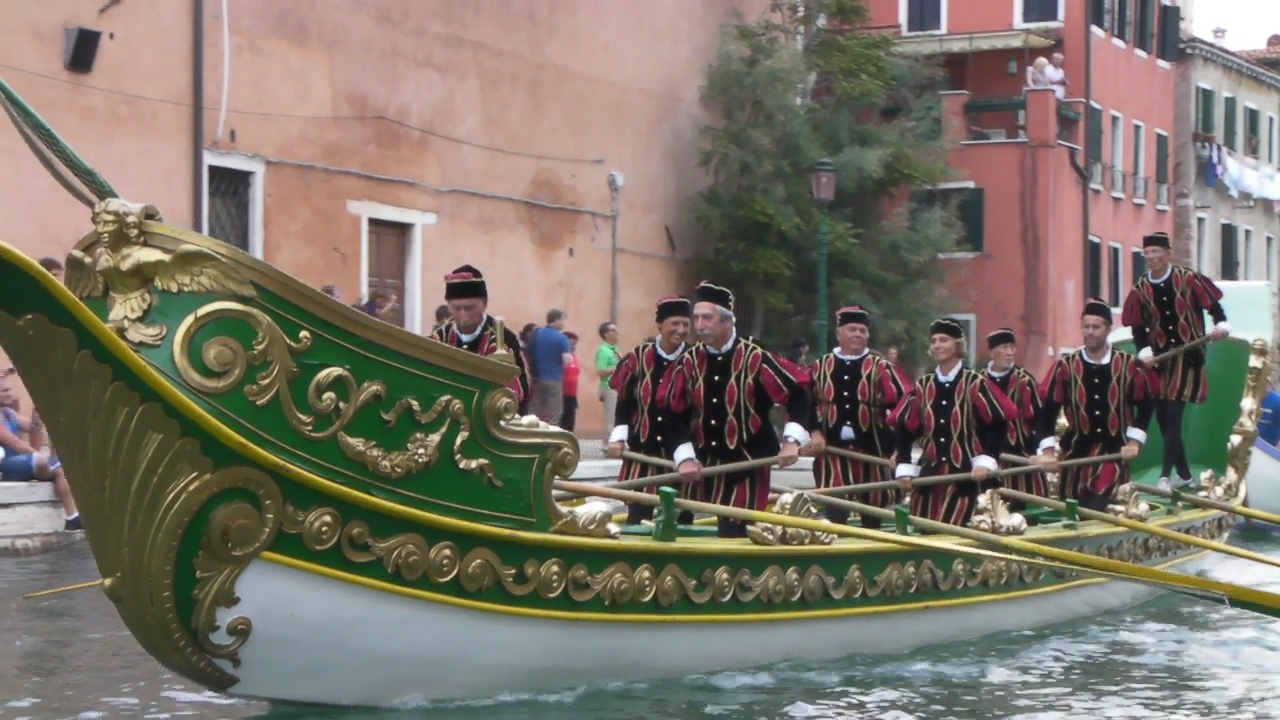
Pescantina
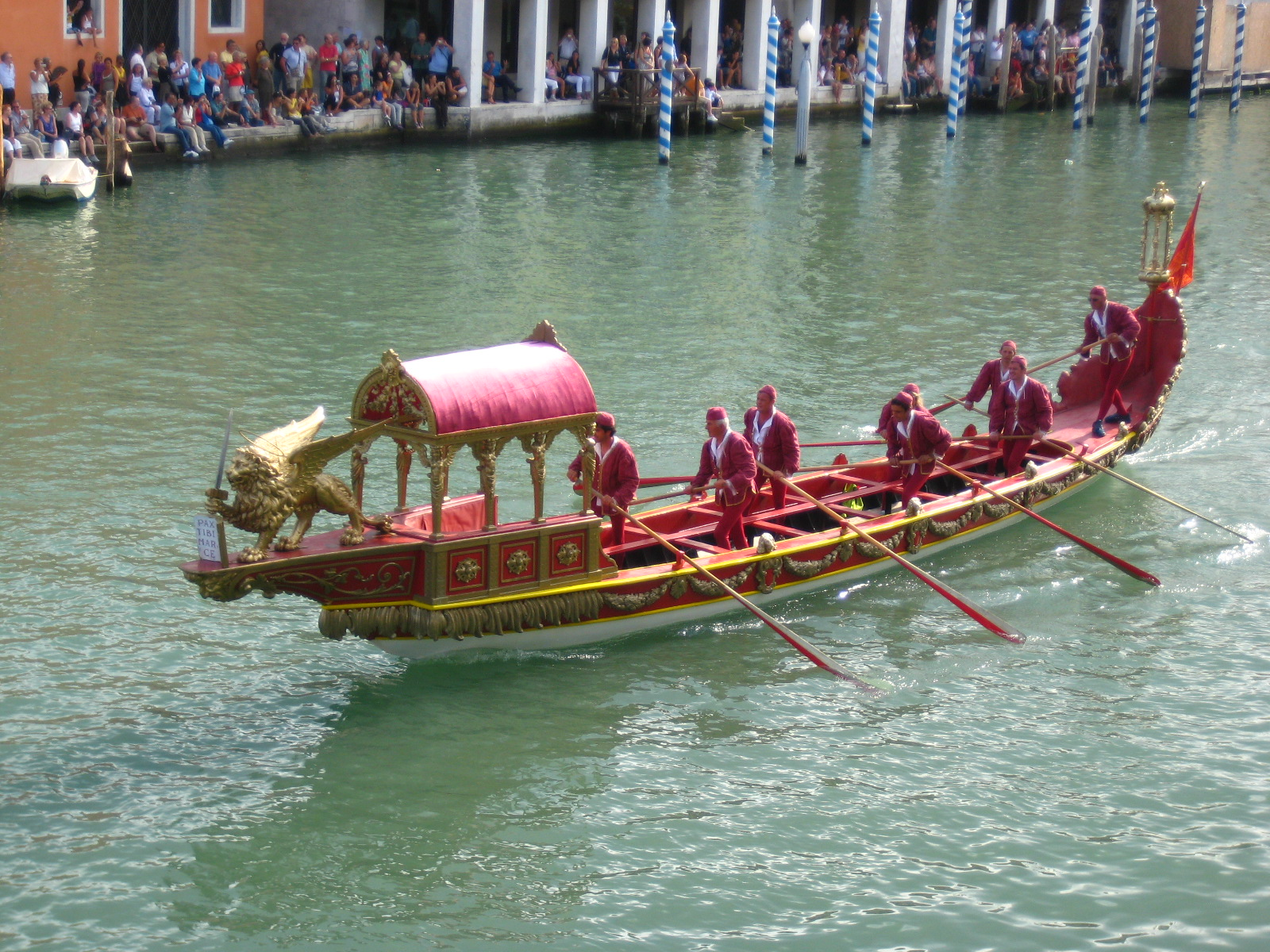
Veneziana

A queste si aggiungono due altre imbarcazioni chiamate anch'esse comunemente bissone ma caratterizzate in realtà da una diversa tipologia costruttiva: la Serenissima, lunga diciassette metri e a fondo chigliato anziché piatto e mossa da diciotto vogatori, e la Dogaressa, che in realtà è una gondola speciale a quattro remi, riccamente decorata e caratterizzata da dimensioni maggiori rispetto alle gondole tradizionali.